# Savigny-le-Vieux
 Savigny-le-Vieux  es una población y comuna francesa, situada en la región de Baja Normandía, departamento de Mancha, en el distrito de Avranches y cantón de Le Teilleul.

## Demografía
| 890 | 825 | 723 | 652 | 561 | 494 |
| Para los censos de 1962 a 1999 la población legal corresponde a la población sin duplicidades (Fuente: INSEE [Consultar]) |     |     |     |     |     |